# Cyligramma troglodyta
Cyligramma troglodyta là một loài bướm đêm trong họ Noctuidae.